# Bettongia pusilla
Bettongia pusilla é uma espécie extinta de marsupial da família Potoroidae. Endêmico da Austrália, seus restos fósseis foram encontrados na planície de Nullarbor, Austrália Ocidental.